# Marcel Herzog
Marcel Herzog (Winterthur, 28 giugno 1980) è un dirigente sportivo ed ex calciatore svizzero, di ruolo portiere.

## Carriera

### Club
Inizia la sua carriera nel piccolo club del FC Bubendorf e passa successivamente al Concordia Basilea, dove rimane per tre anni. Passa poi nelle giovanili del Basilea ma nel 2001 viene nuovamente ingaggiato dal Concordia, dove gioca titolare per altri due anni. Nel 2003 passa allo Sciaffusa, dove gioca per quattro stagioni.
Si trasferisce dunque in Germania, presso il Duisburg, in cui disputa 15 partite. Nel mercato estivo 2011 torna in Svizzera, tra le file del Basilea, che lo conferma come portiere di riserva.

## Palmarès

### Club
- Campionato svizzero: 1

Basilea: 2011-2012
- Coppa Svizzera: 1

Basilea: 2011-12